# Барсамов, Николай Степанович
Никола́й Степа́нович Барса́мов, (16 ноября 1892 или 5 декабря 1892, Тифлис — 10 марта 1976, Феодосия, Крымская область) — русский и советский художник, искусствовед, педагог, музейный работник. Как художник являлся представителем среднего поколения Киммерийской школы живописи. Заслуженный деятель искусств Украинской ССР (1969).

## Биография
Николай Степанович Барсамов родился 5 декабря 1882 года в Тифлисе, в армянской семье. В 1913 году окончил Ростовскую рисовальную школу. Учился в частной школе-студии И. И. Машкова в Москве. В 1913—1917 годах учился в Московском училище живописи, ваяния и зодчества у А. Е. Архипова, Н. А. Касаткина, К. А. Коровина.
В конце 1910-х — начале 1920-х работал преподавателем рисования в городе Изюм Харьковской губернии, Самаре, художником-ретушером в Москве.
В 1918—1919 годах выступил организатором в Изюме Харьковской губернии картинной галереи. В 1923 году переезжает в Феодосию. С 1923 года начинает принимать участие в выставках. Член-учредитель Севастопольской ассоциации художников (1923—1931).
Директор Феодосийского историко-археологического музея (1923—1936), Феодосийской картинной галереи (1923—1962); научный консультант Феодосийской картинной галереи им. И. К. Айвазовского (1962—1976). В 1927 и 1928 году руководил раскопками средневекового памятника Кордон-Оба в Отузах.
В период второй мировой войны бережно охранял картины Айвазовского от налетов вражеской авиации. После того как стало известно что Феодоссия не устоит перед натиском немецких войск, было принято решение эвакуировать всю картинную галерею.  Операция по эвакуации Феодосийской картинной галереи получила у черноморцев название «Айвазовский». Её вывез последний транспорт – теплоход «Калинин». Директор галереи Николай Барсамов и его супруга с помощью учеников художественной школы упаковали картины в ящики. Ценный груз был доставлен сначала в Краснодар, а затем в Ереван. После изгнания фашистов, и освобождения Феодосии, картинная галерея вернулась в Феодосию

Получил звание почетного гражданина Феодосии (1962).
В 1925—1962 годах преподавал в феодосийской художественной студии, а затем в Феодосийской детской художественной школе имени И. К. Айвазовского организованной в 1952 году. Фигура Н. С. Барсамова стала связующим звеном между представителями Киммерийской школы живописи начала и середины XX столетия. Учениками Н. С. Барсамова были: С. Г. Мамчич, В. А. Соколов, П. К. Столяренко, Ю. П. Фастенко, Н. А. Шорин и др.
Похоронен на Старом феодосийском кладбище.

## Творчество

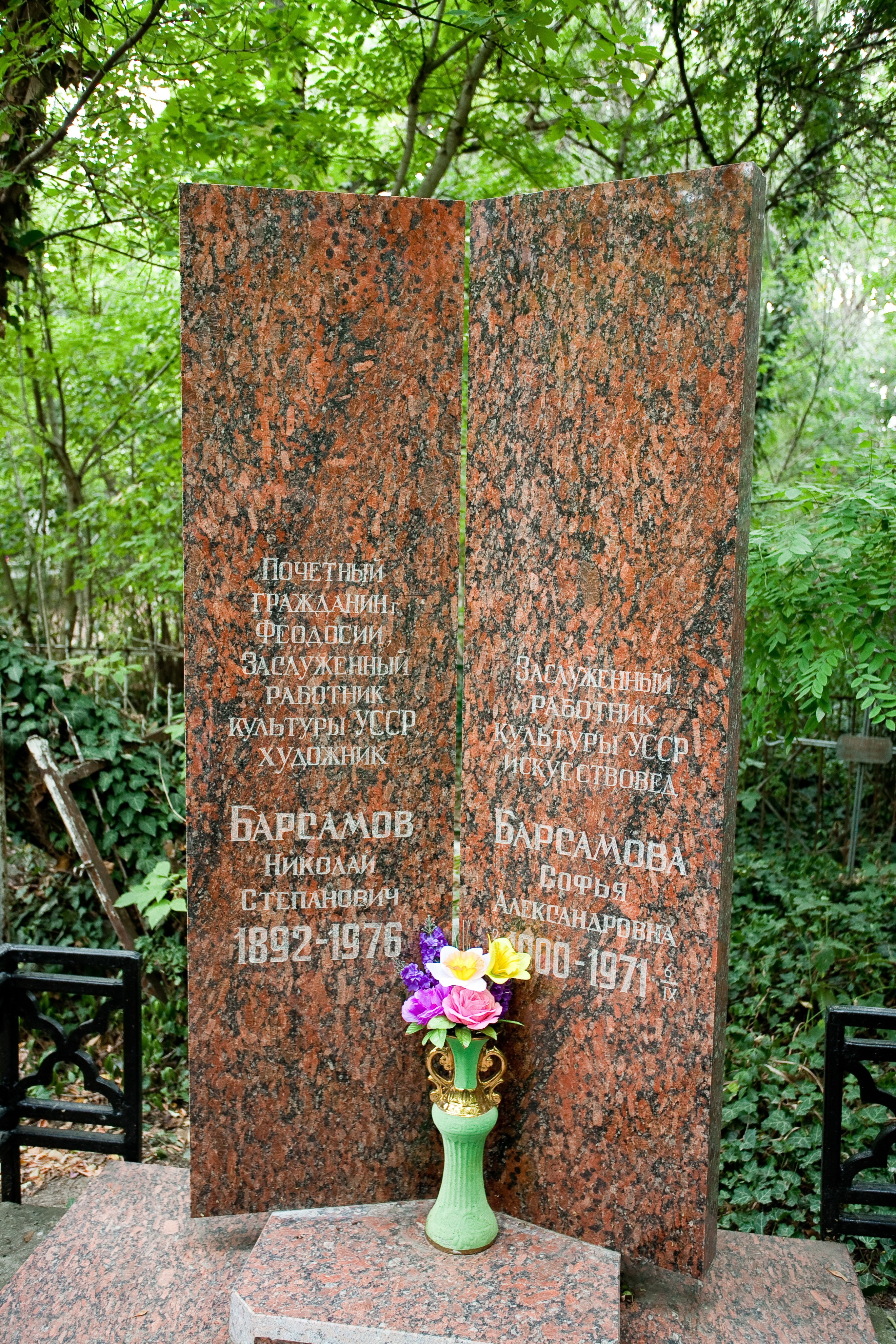
Могила Барсамова на Старом кладбище Феодосии.

Значительное место в творчестве Николая Степановича занимает пейзажная живопись. Среди большого количества таких работ интересными являются пейзажи 40-50-х годов XX века. Например, «Возле берегов Феодосии» (1956).
Художнику также нравилось работать в жанре портрета. С точки зрения профессиональной живописи, интересным является «Портрет заслуженного деятеля искусств Богаевского» (1940). В картине мастерски подобран колорит.
Также в творчестве художника особое место занимает тема войны. Ей он посвятил такие полотна, как «Враг пришел» (1942), «Стоять насмерть» (1943), «Десант в Феодосии» (1941), «Возвращение» (1946).
Но, несмотря на высокое мастерство и профессионализм, достигнутые Николаем Степановичем в пейзаже и портретной живописи, с первых лет и до завершения творческой деятельности любимым жанром художника оставался натюрморт. К этому жанру он обращался постоянно. Натюрморты Барсамова — это небольшие картины на фанере (размером в среднем 25Х45), на которых изображены овощи и фрукты. Для натюрмортов Барсамова характерным является сочный колорит, четкое моделирование форм, простота и суровость содержания. На языке живописи художник удачно передаёт фактуру и форму изображаемого предмета. Как будто на ощупь чувствуется многослойность мидий и кожица лимона в картине «Мисочка и овощи» или запах свежих булочек и кофе на картине «Булочки и кофе».

## Награды и звания
- орден Трудового Красного Знамени (25.01.1954)
- медаль
- Заслуженный деятель искусств Украинской ССР (1969)